# Masamine Sumitani
Masamine Sumitani (隅谷正峯, Sumitani Masamine), né Yoichirō Sumitani (隅谷 與一郎, Sumitani Yoichirō) le 14 janvier 1921, mort le 12 décembre 1998, est un forgeron japonais.
La famille de Sumitani dirige une entreprise de fabrication de sauce au soja mais plutôt que d'entrer dans le commerce familial, Masamine choisit d'étudier à l'université de Ritsumeikan en vue de devenir forgeron ; il est diplômé en 1941 en génie mécanique. Après obtention de son diplôme, Sumitani reste à Kyoto où il étudie (en compagnie de Masayuki Nagare) auprès de Sakurai Masayuki. Lorsque l'atelier des épées de l'université est détruit dans un incendie en 1942, Sumitami déménage pour Onomichi dans la préfecture de Hiroshima afin d'y poursuivre sa formation à la « Fondation d'études nationales du sabre japonais » et à l'« Atelier Kokoku de forge du sabre japonais »,.
Sumitani s'installe à Mattō dans la préfecture d'Ishikawa où il travaille selon les traditions Bizen. Il est réputé pour ses choji midare ou « motifs de girofle » le long du hamon de ses lames. Outre les épées, Sumitami est aussi spécialisé dans la forge des couteaux tosu et pratique le bachiru.
En 1975, il est cofondateur de la Zen Nihon Toshokai (« Association des forgerons du Japon ») et exerce la fonction de vice-secrétaire du groupe.

## Prix et reconnaissances
Sumitani remporte de nombreux prix lors de concours nationaux dont celui de l'édition 1972 du prix Kunzan et le prix Masamune (la plus haute distinction) au concours du Nihon Bijutsu Token Hozon Kyokai en 1966, 1965 et 1974. Le statut de mukansa lui est accordé, ce qui signifie que son œuvre n'est plus soumise à jugement lors des concours.
En 1979, il est désigné Trésor national vivant du Japon.

## Source de la traduction
- (en) Cet article est partiellement ou en totalité issu de l’article de Wikipédia en anglais intitulé « Masamine Sumitani » (voir la liste des auteurs).